# Luis Herrera de la Fuente
Luis Herrera de la Fuente (Ciudad de México, 25 de abril de 1916 - Ciudad de México, 5 de diciembre de 2014) fue un director de orquesta, paleógrafo musical, compositor, pianista, violinista y narrador y creador de instituciones mexicano y uno de los más importantes músicos del siglo XX en México.

## Datos biográficos
Nacido en la Ciudad de México, su padre había estudiado violín, y este y su abuelo cantaban con "voz excepcional". Inició su formación musical formal en 1924 (clases de piano con María Olvera, Modesto Sáenz y María Teresa Elorduy, en la Academia Johann Sebastian Bach propiedad del maestro Carlos del Castillo. En 1930 ingresó a la escuela de música de la Universidad Nacional Autónoma de México, donde estudió composición musical con Estanislao Mejía, con José F. Vázquez y con Rodolfo Halffter. En 1932 estudió violín con Luis G. Saloma. En 1934 comenzó a estudiar canto con David Silva, en 1947 con Jesús Mercado. A mediados de la década de 1940 comenzó a estudiar dirección de orquesta en Zúrich, Suiza, con Sergiu Celibidache y con Hermann Scherchen. También muy interesado en dedicarse a la literatura (amigo de juventud de Rubén Bonifaz Nuño, de Juan Rulfo, de Miguel Guardia y de Juan José Arreola) y a la arquitectura, terminó por dedicarse a la música.

## Orquestas dirigidas como titular

### En México
En los más de setenta años de su carrera profesional desempeñó en distintos campos una importante labor en el desarrollo musical de su país: como creador de instituciones musicales, como compositor y como director titular de varias de las principales orquestas sinfónicas mexicanas; entre otras, la Orquesta Sinfónica Nacional (de la que fue titular durante 18 años), las orquestas sinfónicas de Minería, de Xalapa, de Jalisco y Juvenil del Estado de Veracruz.

### En otros países
Fue titular de tres orquestas fuera de su país natal: sinfónicas de Perú y de Chile y Oklahoma Symphony Orchestra. Ha dirigido más de cien orquestas en varias de las principales ciudades de Europa, Norteamérica, América Central y Sudamérica, en Israel y en Nueva Zelanda.

## Contribución a la creación de instituciones
Entre las instituciones musicales realizadas con proyectos suyos y con su participación activa se encuentran: la Orquesta de Cámara de Radio Universidad, la Orquesta de Cámara de Bellas Artes, la Orquesta Filarmónica de las Américas, la Fundación para la Grabación de Música Mexicana, el Instituto Superior de Música del Estado de Veracruz y la Sinfónica Juvenil de Veracruz. Esta última obtuvo, en 2003, el diploma Anual de la Crítica Especializada como el Mejor Conjunto Musical del Año.

## Reconocimientos
Entre otros, recibió los siguientes:
- Galardón Nacional "Ocho Columnas de Oro en México" (1989; por su aportación al patrimonio cultural de México)[3]
- Premio Eduardo Mata (1995)[3]
- Medalla Mozart (1991)[3][4]
- Medalla José Vasconcelos[3]
- Medalla de Oro del Club de la Ópera
- Medalla al Mérito Ciudadano, otorgada por la Asamblea Legislativa del Distrito Federal[5]
- Doctor honoris causa por la Universidad de las Américas (México))[6]
- Doctor honoris causa (en Artes y Humanidades) y diploma de artista distinguido, ambos otorgados por la Universidad de Oklahoma[6]
- Caballero de la Orden de Leopoldo (Reino de Bélgica)[6]
- Premio Nacional de Ciencias y Artes en el área de Bellas Artes, otorgado por el gobierno de México en 2005.[7]
- Premio Anual de la Crítica Especializada (dos ocasiones)
- miembro del Jurado del Primer Concurso Internacional de Piano Van Cliburn
- invitado al Concurso Tschaikowsky (Moscú)
- Homenaje Nacional, organizado por el Consejo Nacional para la Cultura y las Artes y por el Gobierno de la Ciudad de México en el que le fue entregada la Medalla de Bellas Artes (1996)[6]
- miembro de número del Seminario Mexicano de Cultura, que en 2003 le concedió la medalla de oro José Vasconcelos

## Obras
Algunas de sus composiciones musicales (estrenadas en México y en el extranjero):

### Música de cámara
- Sonata para orquesta de cámara (estrenada en la Sala Manuel M. Ponce del Palacio de Bellas Artes de la Ciudad de México, en el 2009)
- Sonata para piano (1946)
- Sonatina para violoncello solo (estrenada en la Sala Manuel M. Ponce del Palacio de Bellas Artes de la Ciudad de México, en el 2009)
- Cuarteto para cuerdas (estrenada en la Sala Manuel M. Ponce del Palacio de Bellas Artes de la Ciudad de México, en el 2009)

### Música orquestal
- Sonata para cuerdas
- Preludio a Cuauhtémoc'' (1960)
- Divertimento para orquesta de cámara número 1
- Divertimento para orquesta de cuerdas
- Dos movimientos para orquesta
- Divertimento para orquesta de cuerdas y cuarteto obligatto
- Fronteras (ballet)
- La estrella y la sirena (ballet)
- M-30 (en homenaje al XXX aniversario de la Orquesta Sinfónica de Minería) (estrenada en 2009 por la Sinfónica de Minería)
- Concierto para piano y orquesta (estreno mundial: 28 de mayo del 2011; Guadalupe Parrondo, solista; Orquesta Filarmónica de la Ciudad de México, dirigida por el propio compositor)
- Primera sinfonía (2010, publicada por Ediciones Mexicanas de Música junto con una obra para oboe y orquesta).[cita requerida]

Sus grabaciones con la Orquesta Sinfónica Nacional, con la de Xalapa y la de Minería para CBS, Capitol, Vox, Ángel Digital y Guild, de Londres, circulan en México, Europa, Estados Unidos y América del Sur.

## Libros
- Libro autobiográfico La música no viaja sola (Fondo de Cultura Económica)[8]
- "Música y vida" (ensayo, publicado en el libro Pensamiento moderno de México, de Editorial Porrúa)
- Notas falsas, editado inicialmente por Breve Fondo Editorial y, en segunda edición, por la Universidad Autónoma Metropolitana

## Publicaciones acerca de él
- América Latina en su música. Isabel Aretz. Unesco. Siglo XXI Editores (1977).[9]
- Baker's Biographical Dictionary 01 Musicians. Nicolas Slonimsky. 6a. ed. (1978).
- Compositores de América, vol. 15. OEA, Washington , D.C. (1969).
- Diccionario enciclopédico de México, tomo II. (1990)
- El encanto de la buena música. Apreciación musical, México. (1981).
- Enciclopedia de México, tomos V y X (1987).
- Introduction to Twentieth Century Mexican Music. Dan Malmstrom. Universidad de Upsala, Suecia. (1974) (versión en español: Breviarios de Cultura Económica, W 263 (1977).[10]
- Luis Herrera de la Fuente, un testimonio de la cultura del siglo XX. Instituto Nacional de Bellas Artes. México. (1995).
- Music in Latin America: An Introduction. Gerard Béhage. Prentice-Hall (1979).